# Siegfried Hecker

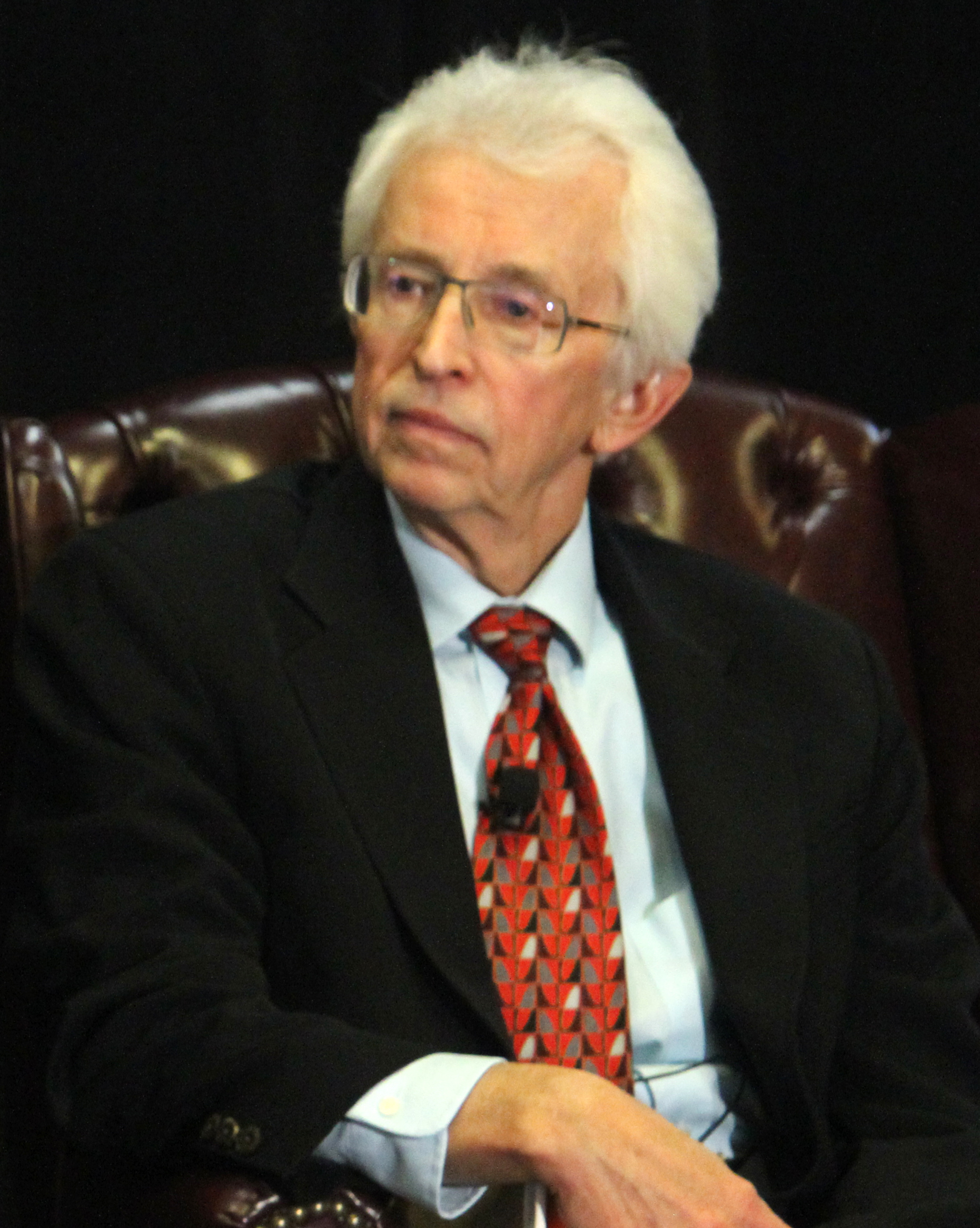
Siegfried Hecker 2011

Siegfried S. Hecker (* 2. Oktober 1943 in Tomaszew in Polen) ist ein US-amerikanischer Metallurge. Er war von 1986 bis 1997 Direktor des Los Alamos National Laboratory (LANL) und ist Plutonium-Experte.
Heckers Eltern stammten aus Sarajewo und wurden während des Zweiten Weltkriegs nach Polen verlegt. Seinen Vater verlor er im Krieg an der Ostfront. Er kam mit seiner Mutter, die wieder geheiratet hatte, über Österreich 1956 in die USA. Hecker studierte Metallurgie an der Case Western Reserve University mit dem Bachelor-Abschluss 1965, dem Master-Abschluss 1967 und der Promotion 1968. Als Post-Doktorand war er am LANL.
Ab 1970 war Hecker an den General-Motors-Forschungslaboratorien und dann wieder bei LANL, wo er die Materialwissenschaften leitete und von 1986 bis 1997 Direktor des Labors war.
Er setzte sich als Direktor des LANL in den 1990er Jahren für eine Zusammenarbeit mit sowjetischen Kernwaffenspezialisten ein (bekannt als „Lab-to-Lab Cooperation“), um die Sicherheit des nuklearen Arsenals der Sowjetunion nach dem Ende der Sowjetunion zu gewährleisten.
Bis 2005 war er außerdem Senior Fellow des Labors. 2005 war er Gastprofessor an der Stanford University und war 2007 bis 2012 Ko-Direktor des Center for International Security and Cooperation (CISAC) des Freeman Spogli Institute for International Studies (FSI) in Stanford, wo er seitdem ein Senior Fellow Emeritus ist. Er ist weiterhin Professor Emeritus (Forschung) am Department of Management Science and Engineering.
Als Metallurge klärte er eine wichtige Frage über die Stabilität bestimmter Gleichgewichtsphasen von Plutoniumlegierungen, nachdem sich in der sowjetischen und amerikanischen Forschung Diskrepanzen ergaben.
Er war Berater der Nuclear Threat Initiative (NTI) und besuchte die Nuklearanlage Nyŏngbyŏn in Nordkorea zwischen 2004 und 2010 sieben Mal außerhalb offizieller IAEO-Inspektionen zusammen mit anderen US-Experten, um deren nuklearen Status in Bezug auf das nordkoreanische Atomwaffenprogramm zu bewerten.
Hecker berichtete laufend und schrieb abschließend ein Buch (englisch Hinge Points ‚Wendepunkte‘) zu den Erkenntnissen aus seinen Besuchen, siehe Schriften und Werke.

## Preise und Auszeichnungen
2012 erhielt er den Leo Szilard Lectureship Award, 1984 den Ernest-Orlando-Lawrence-Preis und 2009 den Enrico-Fermi-Preis. Außerdem erhielt er die Glenn Seaborg Medal der American Nuclear Society. 1988 wurde er in die National Academy of Engineering und 2002 in die American Academy of Arts and Sciences gewählt. Er ist auswärtiges Mitglied der Russischen Akademie der Wissenschaften. 2009 wurde er Fellow der American Physical Society.

## Schriften und Werke

### Plutonium
- David L. Clark, Franz J. Freibert, Gordon D. Jarvinen: Plutonium and Plutonium Compounds. In: Kirk-Othmer (Hrsg.): Kirk-Othmer Encyclopedia of Chemical Technology. 1. Auflage. Wiley, 2017, ISBN 978-0-471-48494-3, S. 1–49, doi:10.1002/0471238961.1612212013151819.a01.pub3 (englisch).
- David L. Clark, Siegfried S. Hecker, Gordon D. Jarvinen, Mary P. Neu: Chapter 7. Plutonium. LA-UR-05-7306 Auflage. LANL, 2005, doi:10.2172/1545304 (englisch). (Kapitel 7 des Plutonium Handbook in der 2. Auflage aus dem Jahr 2022, der Nachfolger des Original Plutonium Handbook 1967)

### Nichtverbreitung (Nordkorea)
- Siegfried S. Hecker: Nuclear Developments in North Korea. In: Jungmin Kang (Hrsg.): Assessment of the Nuclear Programs of Iran and North Korea. Springer Netherlands, Dordrecht 2013, ISBN 978-94-007-6018-9, S. 3–19, doi:10.1007/978-94-007-6019-6_1.
- Siegfried S. Hecker: Hinge Points: An Inside Look at North Korea’s Nuclear Program. Stanford University Press, Stanford, California 2023, ISBN 978-1-5036-3445-9 (englisch).